# Força Portugal
Força Portugal był centroprawicowym portugalskim sojuszem politycznym, zawiązanym pomiędzy Partią Socjaldemokratyczną i Partią Ludową. Sojusz ten wziął udział w wyborach do Parlamentu Europejskiego w 2004. Zdobył w nich 33% głosów i 9 miejsc. 7 z nich otrzymała Partia Socjaldemokratyczna, a 2 – Partia Ludowa. W porównaniu z wyborami do PE z 1999, w których to oba ugrupowania wystartowały oddzielnie, straciły one dwa mandaty.